# Círculo de Iniciação Teatral da Academia de Coimbra
O CITAC - Círculo de Iniciação Teatral da Academia de Coimbra é um organismo autónomo da Associação Académica da Universidade de Coimbra vocacionado para o teatro experimental.
O CITAC iniciou a sua atividade em 1956, tendo desenvolvido uma atividade comprometida social e culturalmente no domínio do teatro, apesar das fortes restrições à criação cultural do período do Estado Novo. Após o 25 de abril de 1974 o CITAC encontrou as condições para retomar a sua atividade, investindo na exploração de novas formas de expressão com referências variadas, como a performance, o teatro de rua e de intervenção. Em 1980 inicia a sua importante vertente de formação. 

## Fundação e primeiros anos
A pré-formação do grupo começa em 1954 no Liceu João III, em Coimbra, sob o nome de CAIT. Inicialmente, os membros se juntavam para escutar música na casa dos seus professores (algo incomum para a época), e logo passaram a trocar ideias também sobre teatro. Decididos a solidificar as actividades do grupo na área, entraram em contacto com Miguel Torga e Andrée Crabbé Rocha, que propôs o ensaio do texto "O Dia Seguinte", de Luís Francisco Rebelo. A peça foi vetada pelos Serviços de Censura, o que de certa forma motivou a forte acção política do CITAC. 
Em 1956, convocam uma Assembleia Magna para conseguir o estatuto de organismo autónomo da Associação Académica. Após a aprovação, o nome do grupo passa a ser Círculo de Iniciação Teatral da Academia de Coimbra. Inicialmente, o modelo teatral era voltado ao público geral, recorrendo a clássicos e a textos modernos simultaneamente. A vertente experimental surgiu depois, especialmente com a chegada do argentino Víctor García. 
Nos primeiros anos do CITAC são contratados grandes encenadores e escritores, como Paulo Quintela, Miguel Torga e Luís de Lima, que em 1962 montaria o "O Auto da Índia", de Gil Vicente, escolhido pelos estudantes como uma reacção ao início da Guerra Colonial em África. Todavia, os textos deveriam ser obrigatoriamente enviados para os Serviços de Censura, que poderia aprová-los, vetá-los ou cortar as partes consideradas imorais e perigosas. Quando o espectáculo era aprovado, o Estado enviava oficiais às salas para verificar que não havia incitações anti-regime. O Auto Da Índia foi vetado na fase inicial de verificação, e então Lima conseguiu autorização para montarem o "Tartuffe", de Molière, como alternativa.

### Anos 60
A contratação de encenadores que apostavam em ensaios mais profissionais, bem como o investimento em cenógrafos e em produção musical, acabaram por melhorar a qualidade das produções do CITAC. Para o espectáculo "Bodas de Sangue", o encenador Carlos Avilez convida Carlos Paredes e Fernando Alvim para produzir a música. Paredes tocava ao vivo para o espectáculo.

#### Coimbra e o Estado Novo
Em 1962, a Real República Prá-Kys-Tão recebeu o 1º Encontro Nacional de Estudantes, que também seria proibido posteriormente. O evento mobilizou estudantes de todo o país que viajaram para discutir ideias durante quase uma semana. Muitos citaquianos participaram activamente no programa, trocando ideias com outros estudantes e contagiando-se pelas tendências progressistas que surgiam na juventude portuguesa. Pouco depois, Hélder Costa, citaquiano desde 1959 que havia participado do Encontro, foi mobilizado para ir à Companhia Disciplinar de Penamacor. O espaço, que originalmente serviria para detenção de criminosos, recebia presos políticos - muitos deles estudantes. 
O Decreto-Lei nº 40.900, publicado pelo Ministro Leite Pinto, funcionou como um alerta sobre a perseguição do Estado sobre os estudantes. O decreto ressaltava que "os problemas da vida circum-escolar e social do estudante do ensino superior - a habitação, a alimentação, a vida em comum, a educação física, a saúde, o conhecimento do Mundo e das várias formas de cultura humana, o seguro, a escolha da carreira e o emprego - preocupam vivamente o Governo". O texto foi interpretado como uma ameaça à autonomia da Associação Académica de Coimbra, que havia sido fechada e foi então reocupada pelos estudantes, barricados dentro do edifício. Na manhã seguinte a polícia invadiu o espaço, prendendo vários estudantes no quartel da Guarda Nacional Republicana e depois enviando 40 à Caxias, entre eles o citaquiano António Lopes Dias. O episódio gerou uma grande manifestação de solidariedade por parte da comunidade académica em Coimbra. 

## A entrada no experimentalismo
Através de Alain Oulman, compositor de um dos grandes sucessos da fadista Amália, os citaquianos conseguem entrar em contacto com o encenador argentino Victor García, que estava chegando em Coimbra vindo de Paris, e o contratam. García é apontado por muitos antigos membros como o introdutor do experimentalismo no grupo, já que trazia didáticas completamente diferentes das tendências no país (propunha viagens a áreas menos populosas do país para observar as rotinas e colectar objetos, por exemplo). Como primeiro resultado, produziram "O Grande Teatro do Mundo", espectáculo que chama a atenção da 5ª Bienal de Paris e de periódicos franceses como o Le Monde e o Le Nouvel Observateur. O então diretor dos teatros nacionais de França, Jean-Louis Barrault, convida-os para realizar uma turnê no território em nome do Governo Francês, mas o Estado Português não autoriza a permanência do grupo no país. 
García segue trabalhando com o grupo, e os estudantes são cada vez mais estimulados a participar do processo criativo e da construção cénica. Aos poucos, começam a explorar mais possibilidades sonoras e estéticas. O texto perde o protagonismo absoluto, e graças a isto conseguem escapar por um tempo da Censura, que não fazia grandes interpretações sobre as outras dimensões dos espectáculos. 
Após a saída de García chega o espanhol Ricard Salvat, com uma forte orientação pedagógica e política. O encenador e professor universitário é quem propõe pela primeira vez uma formação teatral, com atenção ao ensino de História do Teatro. Sua primeira produção, "Castelao e a sua Época", foi proibida pela Censura. No documentário Estado de Excepção o citaquiano Joaquim Pais de Brito menciona que este espectáculo documental teria sido a base da canção "Cantar de Emigração (Este parte, aquele parte)", de Adriano Correia de Oliveira.   
Em 1969 Salvat produz "A excepção e a regra", de Bertolt Brecht, que só será apresentada ilegalmente, uma vez que o encenador será preso durante a madrugada e deportado do país pela PIDE.  

## Membros notáveis
Ao longo da história, passaram pelo CITAC várias gerações de membros. Alguns posteriormente seguiram carreira no mundo artístico, enquanto outros passaram a trabalhar em outras esferas. Há citaquianos reconhecidos na poesia, como os fundadores Yvette Centeno e Manuel Alegre; nas artes cénicas (Sinde Filipe, Carla Bolito, Hélder Costa, Ricardo Pais, Leandro Vale); na política (Catarina Martins, António Barreto, Rui Vilar); no cinema (João Botelho); na investigação (Joaquim Pais de Brito) e na música (Adriano Correia de Oliveira). 

## Encenadores
Passaram pelo CITAC encenadores como Miguel Torga, Paulo Quintela, Luís de Lima, Victor García, Ricard Salvat, Carlos Avilez, António Pedro, Fernando Gusmão e Jacinto Ramos.  

## Espectáculos
- Mar (1957). Encenação de Miguel Torga.

## Prémios e distinções
- Prémio FATAL Cidade Lisboa 2008 com "O Avarento". Direcção de Pedro Penim
- Prémio FATAL Cidade Lisboa 2009 de Espectáculo Mais Inovador com "Reality Show". Encenação de Wojtek Ziemilski
- Prémio FATAL Cidade Lisboa 2010 com "The Hypnos Club". Encenação de Rodrigo Malvar
- Prémio Público no FATAL 2012 com "Monstro Meu". Encenação de Rodrigo Santos
- Prémio FATAL 2016 de Melhor Espectáculo com "REORG". Encenação de Rodrigo Santos (Palmilha Dentada)[4]
- Prémio FATAL 2018 de Melhor Espectáculo com "Os Sapatos". Texto original de Yvette Centeno, encenação de Margarida Cabral e Cheila Pereira (DEMO - Dispositivo Experimental Multidisciplinar e Orgánico)[5]